# Reginar IV
Reginar IV (ur. po 947 – zm. 1013) – hrabia Hainaut od 973 do 974 roku, hrabia Bergen od 998 roku do śmierci.
Był synem hrabiego Hainaut Reginara III i Adeli von Dachsburg; pochodził z dynastii z Louvain. Miał brata Lamberta I z Louvain. Ich ojciec wystąpił przeciw cesarzowi Ottonowi I Wielkiemu, za co został ukarany konfiskatą ziem na rzecz Gotfryda I z Hainaut w 958 roku. Reginara III zmuszono do ucieczki do Czech, a jego synowie – do przebywania na wygnaniu u Lotara, króla zachodniofrankijskiego. Po śmierci Gotfryda w 964 roku jego ziemie podzielono między Richara (Mons) a Amalryka (Valenciennes). Na początku 973 roku w krótkim odstępie czasu zmarli Richar i Amalryk, a w maju także wróg braci – Otton I. Ziemie ich ojca zostały powierzone braciom Warinowi i Reginaldowi, jednak synowie Reginara III wyruszyli je odbić, korzystając z chaosu. Jeszcze w tym samym roku zabili obydwu konkurentów w bitwie pod Péronne. Reginar IV objął całe Hainaut, jednak już w następnym roku cesarz Otto II pozbawił go władzy. Valenciennes zostało przekazane Arnulfowi II Młodszemu, a Bergen – Gotfrydowi II z Bergen. W 976 roku Reginar IV wyruszył przeciw nowym władcom Hainaut, mając wsparcie brata króla Lotara, Karola z Lotaryngii, oraz Alberta I z Vermandois. Chcąc uspokoić nastroje w 978 Otto II nadał Karolowi Dolną Lotaryngię, a Reginarowi przywrócił część ziem ojca. Dopiero jednak w 998 roku podbił on zamek Gotfryda II w Mons i przejął władzę w jego części hrabstwa (w Valenciennes pozostał Arnulf II). Pozostał przy niej aż do swej śmierci, po której zastąpił go syn Reginald V.
Przed 996 rokiem poślubił Hedwigę (Jadwigę; 969 – po 1013), córkę Hugona Kapeta i Adelajdy Akwitańskiej. Doczekali się trójki dzieci:
- Reginalda V (zm. 1039), następcy ojca;
- Lamberta (zm. po 1013);
- Beatrycze, żonę 1) Eblesa I z Roucy, późniejszego arcybiskupa Reims; 2) Manassessa z Ramperunt.